# 三谷バルブ
株式会社三谷バルブ（みたにバルブ、Mitani Valve Co.,Ltd.）はエアゾールバルブ、バルブアクセサリー、スプレイヤー・ディスペンサーポンプの企画デザインから製造販売までを行うメーカー。

## 概要
- 代表者　代表取締役社長　水口隆夫
- 資本金　1億円
- 本社所在地　東京都中央区日本橋小伝馬町4番2号
  - 営業所　1ヶ所
    - 大阪営業所（大阪府大阪市東淀川区東中島1丁目-18-27）

  - 工場　2ヶ所
    - 茨城工場（茨城県五霞町川妻1344）
    - 滋賀工場（滋賀県甲賀市水口町八田910-2）

## 沿革
- 1956年（昭和31年）4月　設立
- 1964年（昭和39年）4月　茨城工場完成
- 1973年（昭和48年）2月　本社を東京都千代田区神田佐久間町に移転
- 1975年（昭和50年）10月　資本金を１億円に増資
- 1985年（昭和60年）1月　大阪工場完成
- 1986年（昭和61年）9月　茨城、新工場完成
- 1988年（昭和63年）4月　三井物産株式会社と合弁によるミタニ・タイランド株式会社設立
- 1994年（平成6年）10月　本社機構の茨城工場集約
- 1997年（平成9年）12月　サン・パーツ茨城新工場完成、全面操業開始
- 1999年（平成11年）5月　MITANI EUROPE GmbH設立
- 1999年（平成11年）9月　ミタニ・タイランドISO9002取得
- 2000年（平成12年）3月　三谷精密ISO9002取得
- 2001年（平成13年）3月　サン・パーツ茨城工場ISO9002取得
- 2001年（平成13年）12月　茨城工場ISO 14000取得
- 2002年（平成14年）5月　茨城工場ISO 9001取得
- 2012年（平成24年）8月　本社を東京都中央区日本橋本町に移転
- 2013年（平成25年）1月　ミタニグループ コーポレートロゴを変更
- 2013年（平成25年）7月　三谷バルブ大阪営業所を大阪府摂津市鳥飼上(現在地)に移転
- 2013年（平成25年）12月　ミタニ・タイランド全事業所 ISO9001 取得
- 2014年（平成26年）10月　三谷バルブ茨城工場C2 ブロック FSSC22000 取得
- 2014年（平成26年）10月　MITANI SIAM TECH CO.,LTD. Bangna factory 製造ライン FSSC22000 取得
- 2020年（令和2年)　5月　大阪工場を滋賀県甲賀市水口町(現在地)に移転
- 2020年（令和2年)　7月　製品情報WEBサイト "MiTANi jam" 公開
- 2020年（令和2年)　11月　グループ本社を東京都中央区日本小伝馬町(現在地)に移転

## 関連会社
- 株式会社 サン・パーツ
- 株式会社 三谷精密
- MITANI SIAM TECH CO.,LTD.
- MITANI (THAILAND) CO., LTD.
- MITANI EUROPE GmbH
- MITANI SEIMITSU TECHNOLOGY (SUZHOU) CO., LTD.

## 関連用語
- スプレー